# Аваро-андийские языки
Ава́ро-анди́йские языки — подветвь аваро-андо-цезских языков, входящих в состав нахско-дагестанской семьи. Образовались в результате обособления предположительно в V в. н. э. (не позднее) протоцезского языка.
Хронологические рамки разделения как аваро-андийской, так и собственно андийской общности варьируются: аваро-андийской — от середины 2-го тысячелетия до н. э. до начала н. э., андийской — от середины 1-го тысячелетия до н. э. до конца VIII в. н. э. (М. Е. Алексеев отводит для существования последней промежуток времени от начала н. э. до VIII века; Ю. Б. Коряков, ссылаясь на данные глоттохронологии, относит время распада аваро-андийской общности к середине 2-го, а андийской — к середине 1-го тысячелетия до н. э.). Аварские диалекты также обнаруживают значительные расхождения и зачастую невзаимопонимаемы.

## Состав
Аварский язык подразделяется на три крупных диалектных группы:
- северные диалекты — салатавский, хунзахский и восточный (на базе северных диалектов, в первую очередь хунзахского, в XVII—XIX вв. сложилась устная форма языка междиалектного общения — болмац (авар. болмацӀ), которая в XX веке легла в основу литературной нормы;
- юго-западные диалекты — гидский, батлухский (последний обладает некоторыми признаками северных диалектов);
- юго-восточные диалекты — анцухский, закатальский, карахский, андальский, кахибский, кусурский.

Нередко юго-восточные и юго-западные диалекты объединяют в южную диалектную группу.
Андийские языки, согласно И. М. Дьяконову и С. А. Старостину, подразделяются на пять более мелких подгрупп (при этом аварский язык образует шестую — восточную — подгруппу аваро-андийских языков):
- западная подгруппа:
  - андийский;
- северо-западная подгруппа:
  - ботлихский;
  - годоберинский;
- южная подгруппа:
  - багвалинский;
  - тиндинский;
  - чамалинский;
- северо-восточная подгруппа:
  - каратинский;
- центральная подгруппа:
  - ахвахский (два языка?).

Глоттохронологические данные показывают, что распад праандийского языка на эти подгруппы произошёл не одновременно. В связи с этим Ю. Б. Коряков предпочитает выделять три подгруппы — с иными названиями:
- юго-восточная подгруппа (ахвахский язык), выделившаяся первой;
- северная подгруппа (андийский язык);
- внутренне-андийская подгруппа (остальные шесть языков), из состава которой, в свою очередь, первым выделился каратинский язык.